# Studeno (gmina Postojna)
Studeno – wieś w Słowenii, w gminie Postojna. W 2018 roku liczyła 287 mieszkańców.